# Unity (Carolina del Sur)
Unity es un lugar designado por el censo ubicado en el condado de Lancaster en el estado estadounidense de Carolina del Sur. En el Censo de 2020 tenía una población de 325 habitantes y una densidad poblacional de 59,20 habitantes por km². Fue incluido como CDP en el censo de 2020.

## Geografía
Unity se encuentra ubicado en las coordenadas 34°46′7″N 80°32′50″O / 34.76861, -80.54722. Según la Oficina del Censo de los Estados Unidos,  tiene una superficie total de 5,49 km², de la cual 5,47 km² corresponden a tierra firme y 0,02 km² a agua.